# إليزابيث كادبوري
كانت السيدة إليزابيث ماري كادبوري السيدة القائد (كنيتها قبل الزواج تايلور؛ 24 يونيو 1858 – 4 ديسمبر 1951) ناشطة ومحسنة بريطانية. كانت متزوجة من جورج كادبوري، صانع الشوكولاتة.

## نشاطها
كان لها ولزوجها دور كبير في استحداث قرية بورنفيل، التي افتتحت فيها المنزل رقم 200. وفي عام 1909، افتتحت مستشفى ودلاند، الذي بات يُعرف اليوم بالمستشفى الملكي لجراحة العظام. عملت كذلك على تشييد ذا بيتشس بهدف توفير مساحة ترفيهية لقضاء العطلات من أجل أطفال الأحياء الفقيرة. وترأست لجنة الخدمات الطبية في مدرسة برمنغهام وعملت بجد على تزويد المدارس بخدمات الفحص الطبي. شاركت مع زوجها في إصلاح ظروف العمل والمعيشة للعاملين في مجال الصناعة من خلال دعم الرعاية الاجتماعية والصحة والتعليم للنساء والأطفال في بورنفيل. وبصفتها من بين الأمناء المؤسسين لصندوق قرية بورنفيل، خلفت في عام 1922 جورج كادبوري رئيسةً ودعمت تطوير مخططات الإسكان والحياة المجتمعية في قرية بورنفيل لأكثر من خمسين عامًا.
ترأست بين عامي 1941 و1948 المستشفى المتحدة في برمنغهام. وسعت طوال حياتها في حملاتٍ من أجل تعليم المرأة ورفاهيتها، إذ كانت مناصرة راسخة لحقوق المرأة ولكن غير متشددة. استلمت تدريس فصل لزوجات طلاب زوجها في مدرسة سيفيرن ستريت للبالغين في برمنغهام.
أسست اتحاد نوادي الفتيات في برمنغهام عام 1898، وكانت نشطة في جمعية الشابات المسيحية وفي المجلس الوطني للمرأة من 1896 حتى وفاتها. كانت نائبة رئيس الجمعية النسائية للكهرباء، منظمة سعت إلى تعزيز فوائد الكهرباء في المنازل وتخفيف العناء الذي تكابده المرأة في المنزل. وفي 1911 تعينت رئيسة للجنة الفرعية للنظافة التابعة للجنة التعليم في مدينة برمنغهام.
وكانت بصفتها داعية فاعلة للسلام، أول رئيسة للجنة السلام والعلاقات الدولية التابعة للمجلس الوطني للمرأة، الذي تأسس عام 1914. وفي 1916، انتُخبت إلى عضوية مجلس السلام الوطني، فأصبحت أمين صندوقه ومن ثم نائبة رئيسه. وإلى جانب الليدي أبردين، ميليسنت فاوست، والسيدة كوربيت أشبي، ضغطت من أجل إدراج قضايا المرأة في جدول أعمال مؤتمر فرساي. كانت من المؤيدين المتحمسين لاتحاد عصبة الأمم. وقادت في عام 1924 جهود العمل التي نفذتها الشقق السكنية المتحدة، إحدى جمعيات المرافق العامة، فشيدت ناديًا سكنيًا «مصممًا لتلبية احتياجات سيدات الأعمال والمهنيات اللاتي جرى تمكينهن من أجل الحصول على «منزل خاص بهن»، إلى جانب مزايا إضافية من الخدمات المجتمعية للنادي».
أثناء الحرب العالمية الأولى وبعدها مباشرة، قادت كادبوري الجهود المحلية بهدف توفير السكن والتعليم للاجئين الشباب من صربيا والنمسا، الذين جاءوا إلى برمنغهام هربًا من النزاع والفقر في بلدهم الأم. وخلال الحرب العالمية الثانية، عملت مع اللاجئين البلجيكيين، وبعد تلك الحرب واصلت جهودها مع المجلس الدولي للمرأة.
وفي السياسة الوطنية، كانت ميول إليزابيث كادبوري متوافقة مع المبادئ التي ترتبط عادةً بالاشتراكية المسيحية، وكانت أحد أعمدة الحزب الليبرالي. كانت بين عامي 1919 و1924 عضوًا ليبراليًا في مجلس مدينة برمنغهام، عن جناح كينغز نورتون، وفقدت مقعدها لاحقًا لصالح حزب المحافظين. كان برنامجها السياسي إصلاحيًا: مبادرات وأنشطة على مستوى البلديات من أجل تحسين الإسكان، وخدمات الصحة المدرسية، وتكافؤ الفرص. وكان من بين نجاحاتها السياسية تعيينها في لجنة برمنغهام التعليمية عام 1919، وخدماتها في السلك القضائي من عام 1926. حاربت كادبوري كذلك من أجل مقعد كينغ نورتون لليبراليين في الانتخابات العامة عام 1923، ورغم أنها جاءت ثالثًا، لكنها حافظت على حصة تصويت الليبراليين في البرلمان بنسبة بلغت 25%.
في عام 1936، أي في سن الثامنة والسبعين، قادت وفد المملكة المتحدة إلى المؤتمر العالمي للمجلس الدولي للمرأة المنعقد في كلكتا.

## حركة غاردن سيتي
كانت إليزابيث كادبوري شخصية فاعلة في استحداث قرية بورنفيل. واستمدت هنريتا بارنيت التي أسست ضاحية هامبستيد غاردن في 1904، الإلهام من زيارةٍ إلى إليزابيث كادبوري في قرية بورنفيل.